# وزارت امور مهاجرین و عودت‌کنندگان
وزارت امور مهاجرین و عودت‌کنندگان یکی از وزارتخانه‌های دولت امارت اسلامی افغانستان است.

## تاریخچه
وزارت امور مهاجرین و عودت‌کننده گان در دوره حکومت دوکتور نجیب اله رئیس‌جمهور وقت در سال ۱۳۶۷ خورشیدی در چارچوب یک کمیته تحت رهبری شورای وزیران دولت وقت آغاز به فعالیت نمود؛ ولی در سال ۱۳۶۹ کمیته متذکره به سطح وزارت تحت عنوان وزارت امور مهاجرین و عودت‌کننده گان ارتقا یافت.
متعاقباً با پروسه انتقال قدرت سیاسی به مجاهدین در سال ۱۳۷۱ و دگرگونی‌های سیاسی در کشور، و با روی کار آمدن رژیم طالبی در روند حاکمیت سیاسی افغانستان در سال ۱۳۷۵ خورشیدی، نظیر سایر ادارات دولتی، این حالت منجر به کاهش قابل ملاحظه ظرفیت‌های کاری – تخنیکی وزارت امور مهاجرین نیز گردید که در نتیجه این وزارت در زمان حاکمیت طالبان در کشور در سطح ریاست تنزیل یافته و بزودی با وزارت شهدا و معلولین وقت ادغام یافت.
با سقوط نظام طالبی در کشور، در سال ۱۳۸۰ و هم‌زمان با رویکار آمدن اداره موقت در افغانستان، ادارهَ مهاجرین بار دیگر در تشکیل سیستم دولتی کشور به‌عنوان یک وزارت مستقل در کنار سایر وزارتخانه‌های کشور عرض اندام نمود؛ که از همان آغاز تا اکنون تحت عنوان وزارت امور مهاجرین متکی بر اهداف استراتیژیک ویژه در تطابق با قوانین بین‌المللی (اعلامیه جهانی حقوق بشر، میثاق‌های بین‌المللی، موافقتنامه‌های سه جانبه میان دولت افغانستان، ممالک میزبان و کمشنری عالی ملل متحد در امور پناه گزینان و تحقق اولویت‌های استراتیژیک این وزارت مشخصاُ عودت داوطلبانه، تدریجی و با عزت مهاجرین، استقرار و ادغام مجدد خانواده‌های عودت‌کننده و بیجا شده داخلی، حمایت از حقوق و امتیازات شان، ارتقای ظرفیت‌های خانواده‌های عودت‌کننده و تاَمین زمینه‌های کاریابی و اشتغال زایی و آموزش‌های حرفوی و مسلکی آن‌ها در همکاری با ادارات ملی و نهادهای بین‌المللی مساعی همه‌جانبه به خرج داده‌است.
چنانچه تحقق اهداف استراتیژیک و مسوولیت‌های سنگین ملی مربوطه، به منظور تأمین استقرار مجدد و اسکان ابتدایی خانواده‌های بی سرپناه از شمار اضافه از ۵ میلیون عودت‌کننده افغان در کشور و جابجایی بیشتر از ۱۵۰٫۰۰۰ بیجاه شده داخلی در محلات اصلی شان، ادامه برگشت ۲٫۲ میلیون افغان رجستر شده و ۲۰۰٫۰۰۰ افغان راجستر ناشده از پاکستان، در حدود ۱ میلیون افغان راجستر شده و اضافه از ۱ میلیون رجستر ناشده از کشور ایران و هم اضافه از ۵۰٫۰۰۰ افغان پناه گزین در کشورهای غیر همسایه خود گواه روشنی بر ادعای ماست. از سویی این وزارت به‌عنوان یک اداره واحد رهبری‌کننده مرکزی در شهر کابل، پایتخت کشور، دارای ۳۴ واحد دومی تحت نام ریاست‌های امور مهاجرین در ۳۴ ولایت کشور می‌باشد. در حالیکه در سطح دو کشور همسایه، آتشه‌های امور مهاجرین این وزارت در شهرهای پشاور، اسلام‌آباد، کویته بلوچستان مربوط کشور پاکستان و هم در شهرهای تهران، زاهدان و مشهد کشور ایران بخاطر بررسی و بازرسی امور عودت و اقامت و سایر مسایل منوط به حمایت‌های حقوقی آن‌ها ایفای خدمت می‌نمایند.
هکذا، این طرح پیشنهادی وزارت امور مهاجرین و عودت‌کننده گان که متکی بر پالیسی دولت جمهوری اسلامی افغانستان و طرز العمل کاری کمیسیون مستقل اصلاحات اداری و خدمات ملکی از جانب گروپ کاری موَظف این وزارت مبنی بر مشمولیت این وزارت در پروسه بازسازی و اصلاحی تهیه گردیده‌است اینک به مقام محترم آن کمیسیون غرض ابراز نظر ارائه می‌گردد.

## تأمین استراتژی وزارت در پرتو تحقق اصلاحات اداری و خدمات ملکی
وزارت امور مهاجرین با داشتن یک استراتژی و پالیسی ویژه به منظور حل قضایای مهاجرین و عودت‌کننده گان و بیجا شده‌های داخلی افغان منطبق بر پنج اولویت کاری استراتیژیک مربوطه، اینک طرح اصلاح اداری و خدمات ملکی را با در نظرداشت منافع علیای ملی در کشور پیشنهاد می‌نماید که بدون شک با تطبیق این روند اصلاحی در چارچوب این اداره حافظ منافع حیات اجتماعی، اقتصادی و فرهنگی خانواده‌های مهاجر، عودت‌کننده و بیجاه شده داخلی و هم ایفای یکرشته خدمات مؤثر دیگر، شالوده یک تشکیل سنجیده شده توأم با پذیرش استعدادها و ظرفیت‌های مسلکی و تخنیکی را ریخته‌است که با عملی ساختن این تشکیل پلانیزه شده، اهداف و مقاصد استراتیژیک این وزارت به گونه مؤثر آن تحقق پذیرفته، زمینه‌های باز تر و گسترده‌تر برای پیاده‌سازی اصلاحات اداری و بازسازی خدمات ملکی در این اداره فراهم آمده و بدینگونه آرام آرام، این اداره از این حالت موجود در راستای عرضه خدمات مؤثر انسانی به سود کتله‌های مهاجر، عودت‌کننده و بیجا شده‌های داخلی گام برمی‌دارد و روند بازگشت داوطلبانه و تدریجی افغان‌ها، استقرار مجدد و اسکان ابتدایی آنها، حمایت‌های حقوقی، تأمین کاریابی و اشتغال زایی آن‌ها در محلات اصلی زیست شان مساعدت گردیده و بالاخره زمینه تشریک آن‌ها در پروسه بازسازی حیات اجتماعی و اقتصادی خود آن‌ها و عمران وطن شان افغانستان فراهم می‌آید.

## دیدگاه
تأمین زمینه بازگشت داوطلبانه و تدریجی پناه‌جویان، مهاجرین و بیجا شده گان داخلی، تحقق شرایط مطمین معیشتی و حقوقی جهت استقرار مجدد آن‌ها به مساعی مشترک ارگان‌های ذی‌ربط دولتی و نهادهای بین‌المللی.

### مأموریت

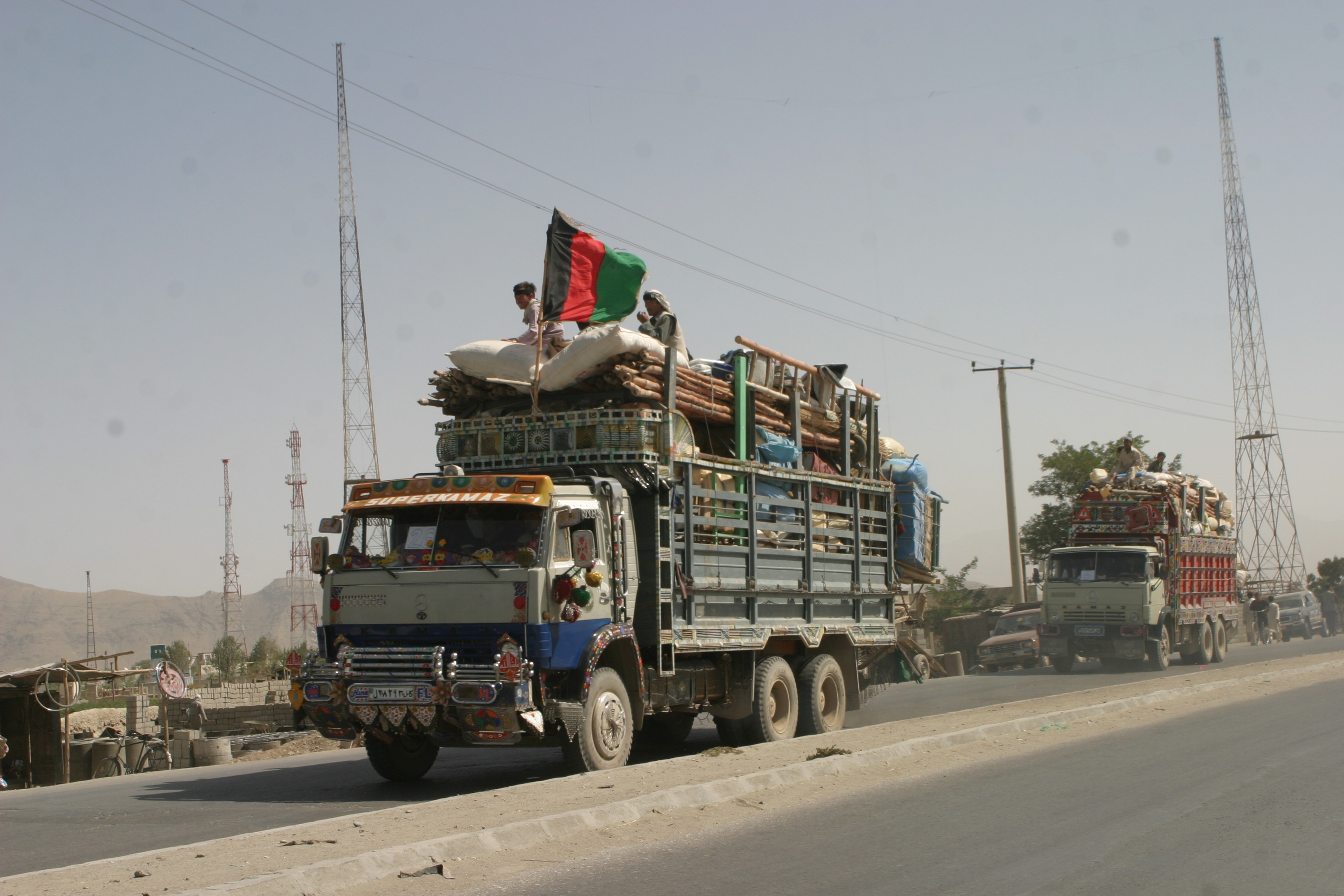
بازگشت مهاجرین افغان از پاکستان به کشورشان

- وزارت امور مهاجرین بر بنیاد اهداف استراتیژیک خود سعی می‌ورزد تا به افغان‌های عودت‌کننده و بیجا شده داخلی در کشور، زمینه اسکان و استقرار مجدد ابتدایی توأم با حمایت‌های حقوقی، فرصت‌های کاریابی و اشتغال زایی و آموزش‌های حرفوی، تخنیکی را در محلات اصلی زیست شان فراهم نماید.
- این وزارت مکلفیت خود می‌داند تا بر بنیاد تفاهمات با کشورهای میزبان و کمیشنری عالی ملل متحد و سازمان بین‌المللی مهاجرت زمینه برگشت افغان‌ها را چی از کشورهای همجوار و چی غیر همجوار بر بنیاد اصل عودت داوطلبانه، تدریجی و مصون و با عزت فراهم نماید.
- در نتیجه مساعدت‌های پس از عودت، این وزارت تلاش می‌ورزد تا بخاطر ادغام میلیونی‌های عودت‌کننده/بیجاشده‌های داخلی شرکت فعال آن‌ها را در پروسه بهسازی و بازسازی محلات زیست شان و ثبات حیات اجتماعی- اقتصادی آن‌ها و بالاخره عمران کشور شان، افغانستان تأمین نماید.
- جلب همکاری و هماهنگی‌های کاری ادارات دولتی ذی‌ربط و نهادهای بین‌المللی مانند UNHCR و IOM در روند عرضه خدمات پس از عودت در محلات زیست آنها.
- راه اندازی پروسه رقابتی بخاطر تقرر مأمورین و در نتیجه استخدام و پذیرش کارمندان مجرب و لایق
- در کنار حل دانمی مسله اسکان، تأمین ارتقای ظرفیت آن‌ها نیز در اولویت‌های کاری این وزارت پنداشته می‌شود.
- جلب و جذب مساعدت‌های مالی و تخنیکی از طریق تدویر ملاقات‌ها، کنفرانس‌ها، و تفاهمات حسن نیت با افراد، ادارات و نماینده گیها ی داخلی و خارجی
- عطف بیشترین توجه در عملی ساختن اولویت‌های پنجگانه این وزارت به شمول عودت داوطلبانه و تدریجی افغان‌ها، حمایت‌های حقوقی آنها، حل معضله کاریابی و آموزش‌های حرفوی، استقرار مجدد و اسکان ابتدایی آن‌ها و بالاخره ارتقای ظرفیت‌های شان ایجاد ساختارهای زیربنایی مانند: کلینیک، مکتب، پل و پلچک، مسجد و پارک، منابع آبی، سرک و سایر تسهیلات لازمه در محلات رهایشی آن‌ها به همکاری برخی از ادارات دولتی ذی‌ربط و نهادهای بین‌المللی در کشور[۱]

## هدف
تأمین زمینه عودت داوطلبانه با عزت، تدریجی مهاجرین، استقرار و ادغام مجدد آنها، تأمین ارتقای ظرفیت و حل مشکل کاریابی و آموزش‌های حرفوی آن‌ها و مساعدت مبنی بر حمایت از حقوق و امتیازات آن‌ها در مطابقت با قوانین ملی و بین‌المللی (اعلامیه جهانی حقوق بشر، کنوانسیون‌های بین‌المللی ۱۹۵۱، پروتوکول ۱۹۶۷ و میثاق‌های جهانی و موافقتنامه‌های سه جانبه دولت افغانستان با کشورهای میزبان و کمیشنری عالی ملل متحد در امور پناه گزینان).

## مقاصد
وزارت امور مهاجرین و عودت‌کننده گان بخاطر نیل به اهداف استراتیژیک مربوطه سعی می‌نماید تا اینکه:
- حل مشکل بی سرپناهی و استقرار مجدد و اسکان دایمی خانواده‌های عودت‌کننده و بیجا شده‌های داخلی با تکیه به فرمان ۱۰۴ دولت افغانستان مبنی بر ایجاد شهرکها با استفاده از املاک دولتی به همکاری نزدیک ادارات دولتی (وزارتخانه‌های زراعت، انکشاف شهر، انکشاف دهات، و مالیه.
- بخاطر فراهم آوری ساختارهای زیر بنایی مانند: آب، سرک، پل و پلچک، کلینک و مکتب، مدرسه و پارک، مسجد و ترانسپورت، پوسته امنیتی به کمک وزارتخانه‌های صحت، معارف، داخله، حج و اوقاف و ترانسپورت)
- حل مشکل کاریابی و اشتغال زایی، ارتقای ظرفیت و تهیه آموزش‌های حرفوی و تخنیکی به خانواده‌ها تحت برنامه مشترک این وزارت با وزارت کار و امور اجتماعی، سازمان بین‌المللی کار، کمیشنری ملل متحد و سازمان بین‌المللی مهاجرت.
- تأمین و تداوم پروسه عودت داوطلبانه و تدریجی افغان‌ها و رسیده گی به حمایت‌های حقوقی آن‌ها تحت برنامه مشترک و همکاری کمیشنری ملل متحد، سازمان بین‌المللی مهاجرت، وزارت خارجه کشور، سفارتخانه‌های و آتشه‌های مهاجرین خصوصاً در دو کشور همسایه ایران و پاکستان.[۱]

## برنامه‌ها
- حل مشکل بی سر پناهی عودت‌کننده‌ها و بیجاشده‌های داخلی.
- تأمین کمک‌های شلترجهت بازسازی منازل رهایشی و اعمار آن برای خانواده‌های بیشترین آسیب‌پذیر.
- تأمین زمینه کاریابی و اشتغال زائی و تهیه آموزش‌های حرفوی و تخنیکی به مهاجرین، عودت‌کننده‌ها و بیجاشده‌های داخلی.
- حل مطالبات حقوقی آن‌ها طبق قوانین نافذه ملی و یین المللی.
- ارتقای ظرفیت‌های کاری چه در داخل وزارت و چه هم میان افراد عو دت‌کننده و بیجا شده داخلی
- تشخیص افراد دارای حرفه‌ها و مسالک در بین مهاجرین چی در کشورهای دوست میزبان مانند: ایران، پاکستان و هم سایر کشورها و چی میان عودت‌کننده گان در کشور اصلی شان افغانستان و اتخاذ تدابیر جهت گماشتن شان به کار و اشتغال در محلات زیست شان.
- اتخاذ تدابیر جهت کاهش آسیب‌پذیری عودت‌کننده‌ها و بیجا شده‌های داخلی در حالات بروز حوادث طبیعی و غیرطبیعی
- رشد و توسعه هماهنگی و همکاری با ادارات دولتی مربوطه و نهادهای بین‌المللی مانند: UNHCR, IOM, ILO, WFP, UNDP, NRC, US Embassy

### برنامه‌های استراتیژیک دارای اولویت
- تأمین زمینه بازگشت داوطلبانه، مصون و با عزت، تدریجی و قابل جذب مهاجرین افغان به کشور شان و تأیید این اصل در توافقنامه‌های سه جانبه میان دولت افغانستان، کشورهای میزبان و کمیشنری عالی ملل متحد در امور پناه گزینان
- انکشاف و افزایش شهرک‌ها از ۵۷ به ۱۰۰ و ارتقای نمرات رهایشی از۳۰۰٫۰۰۰ یه ۵۰۰٫۰۰۰.
- تهیه ساختارهای زیر بنائی معیشتی شهرک‌ها مانند سرک، اب، کلینک، مکتب، پل و پلچک و تأمین خدمات اساسی و اجتماعی در آن.
- اجرای خدمات شلتر برای ۱۰۰٫۰۰۰ فامیل آسیب‌پذیر عودت‌کننده و بیجاه شده داخلی فاقد سرپناه در محلات زیست شان.
- انکشاف زمینه‌های کاریابی برای عودت‌کننده‌ها و بیجاشده‌های داخلی دارای مهارت و قابلیت‌های مسلکی و تأمین اموزش‌های حرفوی و تخنیکی برای خانواده‌ها به منظور دسترسی به کار و مشغله در محلات زیست اصلی شان در همکاری وزارت کار و امور اجتماعی و سایر نهادهای بین‌المللی ذی‌ربط
- استقرار مجدد ۱۲۰٫۰۰۰ بیجاه شده داخلی در محلات زیست اصلی شان.
- حل مطالبات حقوقی عودت‌کننده‌ها و بیجاشده‌های داخلی در همکاری با ارگان‌های ذی‌ربط ملی و موسسات بین‌المللی حافظ حقوق بشر.

برای دسترسی به نتایج متوقعه یادشده الی سال ۲۰۱۰، این وزارت، تحقق استراتژی مربوط را و وابسته به عناصر ذیل می‌داند:
- داشتن ظرفیت لازم برای طرح و پلانگذاری، نظارت و اداره مؤثر در محلات مورد نظر.
- داشتن قابلیت کاربرد مؤثر از منابع و ظرفیت‌های موسسات همکار و مجامع بین‌المللی.
- ارتقای مشارکت و حمایت مردم محل در تطبیق مؤثر برنامه‌های مورد نظر.
- تأمین هماهنگی کاری میان ادارات در مرکز و ولایات.
- جلب و جذب مساعدت‌های مالی و تخنیکی کشورهای دونر در سطوح ملی و بین‌المللی.

البته، با داشتن عناصر فوق می‌توانیم در عرصه تحقق استراتژی این وزارت گام‌های مؤثر برداریم. زیرا در موجودیت ظرفیت‌های فوق، این وزارت می‌تواند در تطبیق برنامه‌های مربوط به سهولت‌های کافی دست یابد، و همچنان با دادن آگاهی‌های لازم فنی و مسلکی و اجتماعی به اهالی می‌توان از طریق سکنه شهرکها، محلات رهایشی را انکشاف داده، بازار و مارکیت‌های کار را ایجاد و در صفائی و آبادی بیشتر ساحات مساعدت نمود؛ که این تشریک مساعی و همگانی به تدریج جلو ناامنی و فساد را در محلات گرفته، خود کفائی اهالی را ارتقا بخشیده و معیشت دایمی آن‌ها را ضمانت نموده و راه را برای از بین بردن فقر و تنگدستی و بیکاری در میان مردم باز می‌نماید، وهم کار و اشتغال زایی و آموزش‌های حرفوی میان مردان و زنان تقویت میابد.
مساعدت‌های بیشتر موسسات ملی و بین‌المللی در تهیه سایر خدمات چون مکتب، کلینیک جلب شده، مشکلات محیط زیست و عدم تساوی میان مرد و زن در محلات از میان رفته، عواید مردم از طریق توصل به کار و حرفه ارتقا می‌نماید.

## وزیرها
- محمد عبدالکبیر
- جماهیر انوری
- ژنرال عبدالکریم براهویی
- سیدحسین عالمی بلخی
- نورالرحمن اخلاقی